# Artur Strid

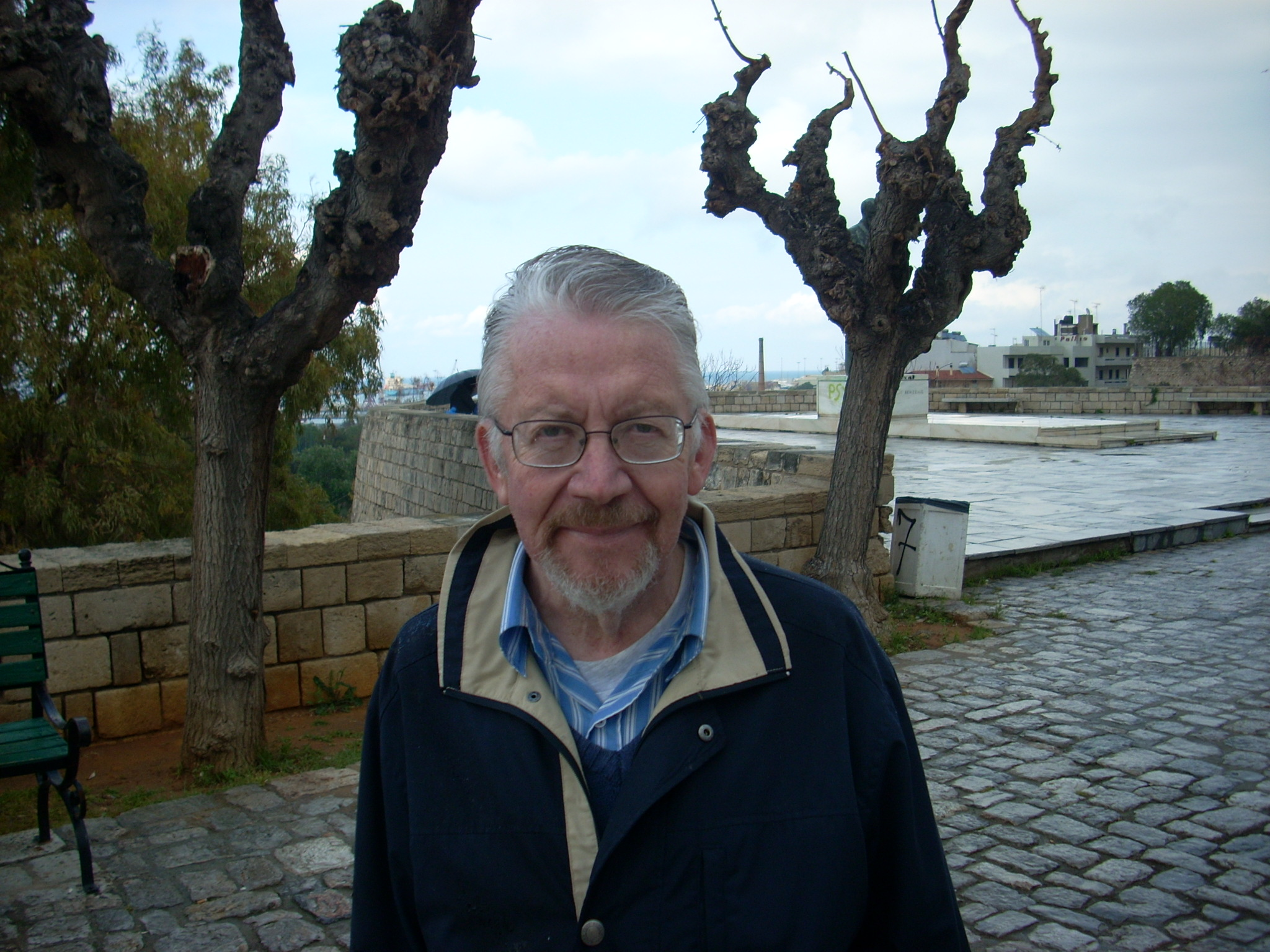
Artur Strid

Artur Strid, född 23 februari 1937 i Hökön i Loshults socken, är en svensk hembygdsvän och författare. 

## Yrkesliv
Artur Strid avlade filosofisk ämbetsexamen i svenska och historia vid Lunds universitet, och tjänstgjorde sedan som adjunkt i Osby och Älmhult i svenska och historia. Senare verkade han som studierektor och rektor i Osby.

## Hembygdsvård
Artur Strid var huvudredaktör för sockenkrönikan "En bok om Loshult" som utkom 1973, inför Loshults kommuns uppgående i Osby kommun. År 1996 utgavs en bok om Fader Gunnar (Gunnar Rosendahl) den hette "En flik av himlen mitt i Göinge" och Artur Strid var redaktör för den. Han var ordförande i Osby hembygdsförening 1986-2010, och har i dess årsbok medverkat med ett 60-tal artiklar. Strid erhöll 2004 Osby kommuns kulturpris, och 2010 Bengt Petris pris för framstående insatser inom hembygdsvård i före detta Kristianstads län.

## Författarskap
År 2005 gav Artur Strid ut romanen "Skomakarens söner" på bokförlaget Bokpro. Den är delvis självbiografisk och utgör första boken i en romantrilogi. I uppföljaren "Stinsens trädgård" (2007) skildras huvudpersonen Runes liv mellan ungefär 6 och 12 år. I december 2009 utkom tredje och sista delen "Kunskapens träd". Titeln syftar på Runes studier vid realskolan i det närliggande samhället. Sommaren 2011 uppfördes hans skådespel 'Eld i Berget' på hembygdsgården (Örkeneds Bygdegårdsförening) i Östra Flyboda vid Lönsboda. Pjäsen handlar om brytningen av svart diabas (Göinges svarta guld) i trakten på 1930-talet. Föreställningen sågs av över 1000 personer.  Hösten 2012 utkom romanen 'Kandidaten' som handlar om livet i studentstaden Lund under sent 1950-tal. Han har även haft konstutställning 2012 i Hököns skola med temat 'Byn som den en gång var'. År 2013 utgavs Artur Strids bok om göingsk humor med egna fantastiska teckningar. Bokens titel var "Göingesjälen" och den rönte stor uppskattning. Den självbiografiska romanen "Uppe på nio" publicerades år 2015. Samma år utkom även Arturs Strids första diktsamling  "Intryck" med 41 dikter.
I oktober år 2021 gjorde Artur Strid debut som deckarförfattare med deckarromanen "Dödens termin" som utspelas i läroverksmiljö.